# کرال-روبیو

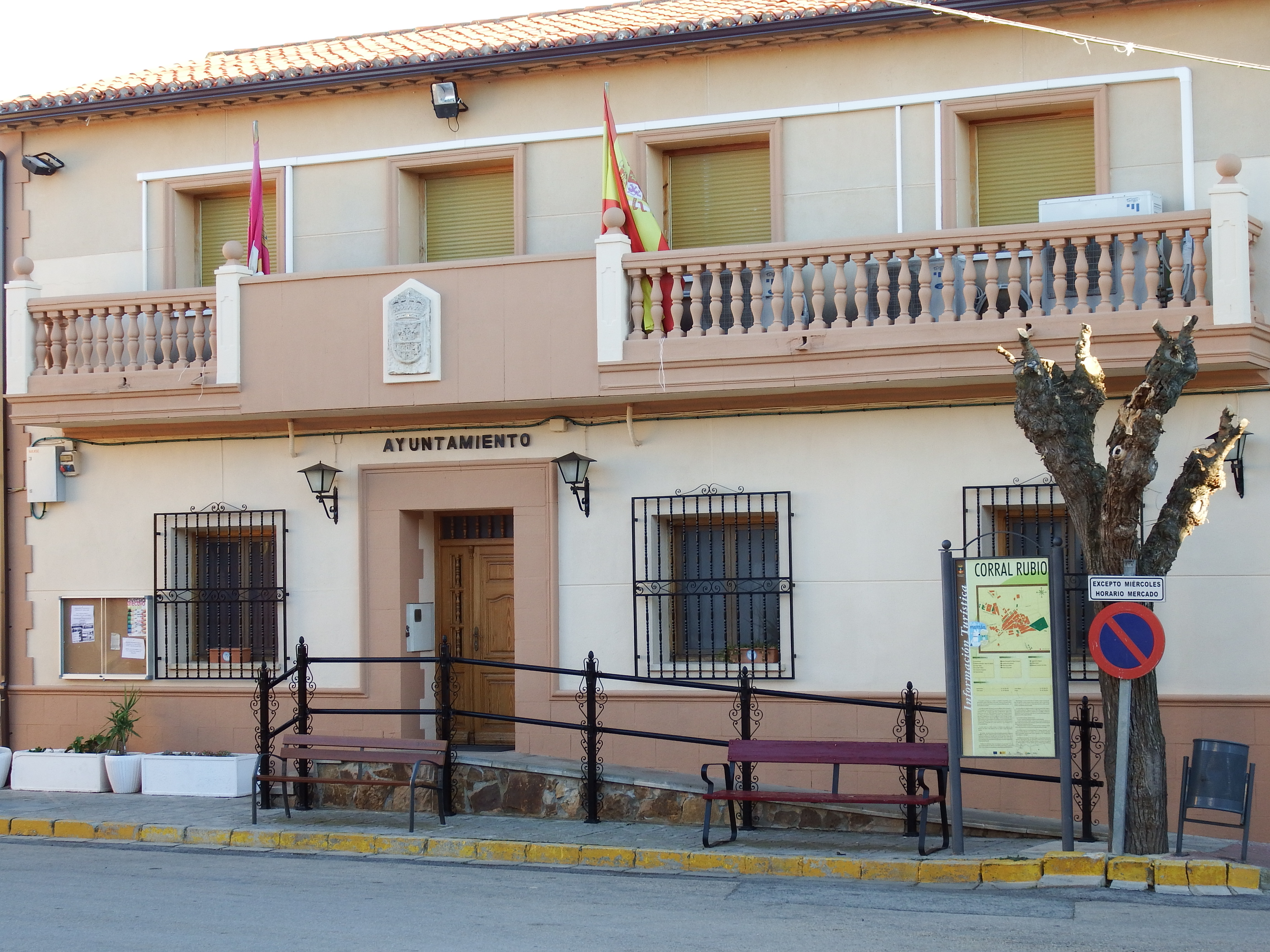
نمایی از ساختمان شورای دهستان کرال-روبیو در آلباسته - ۲۰۱۹

کرال-روبیو دهستانی در استان آلباستهٔ اسپانیا است.
در این دهستان ۴۵۱ نفر زندگی می‌کنند. مساحت این دهستان ۹۴٫۲۴ کیلومتر مربع است.